# Malurile râului Oise lângă Pontoise
Malurile râului Oise lângă Pontoise este o pictură în ulei pe pânză realizată în 1873 de pictorul francez Camille Pissarro. Pictura înfățișează râul Oise în apropiere de orașul Pontoise.

## Descriere
Pictat în primele zile ale impresionismului, acest peisaj rural folosește culori ușor luminoase și o tușă lejeră pentru a surprinde condițiile atmosferice ale unei zile gri-argintii, acoperite de nori. În timp ce textura suprafeței este senzuală, rețeaua compozițională fermă, semnul distinctiv al lui Pissarro, unește strâns drumul, râul, câmpul și cerul. În peisajul francez sunt prezente semne clare ale industrializării: fabrică, coș de fum, cale ferată și barjă.

## Informație istorică
Ca artist angajat politic, Pissarro a fugit la Londra în timpul războiului franco-prusac. S-a stabilit în Pontoise în 1872, după ce a putut să se întoarcă în siguranță. Aceasta a fost perioada impresionismului său cel mai pur. A pictat o serie de tablouri de-a lungul râului Oise în 1873. Fabricile de pe mal au jucat un rol proeminent, o intruziune flagrantă a modernității într-un peisaj pe care contemporanii încă îl descriau ca fiind natură nealterată. Această imagine particulară minimizează importanța fabricii în comparație cu altele din serie, fabrica fiind prezentată în fundal, dar ea reprezintă totuși o parte semnificativă a acestei secțiuni monotone a malului râului într-o zi gri și înnorată. Varietatea tratamentelor pe care le-a acordat fabricii pare să spună mai puțin despre sentimentele sale față de această structură în special, și mai mult despre scopul picturii moderne, care avea datoria de a încorpora elemente contrastante care, în mod tradițional, erau ținute separate.